# 阿里奥维斯图斯

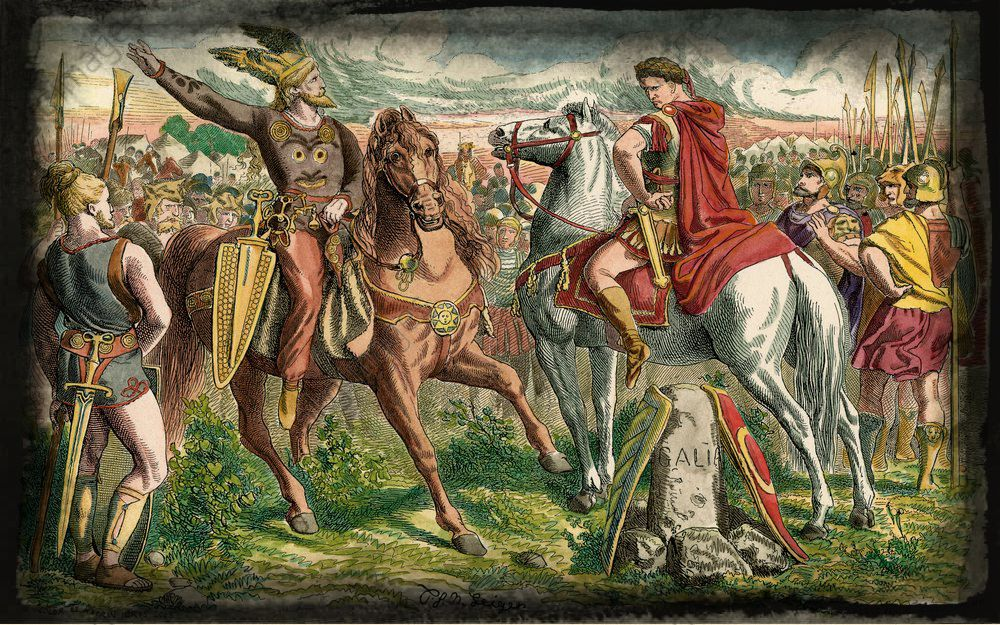
凯撒与阿里奥维斯图斯（油画作品）

阿里奥维斯图斯（?—前54年），公元前1世纪下半叶苏维汇人的一位领袖。他和他的下屬曾在高卢协助阿维尔尼和塞夸尼人击败愛杜依人。之後他們定居在阿尔萨斯自稱高盧之王，在與凱薩的會談中留下他的至理名言，「你能我也能」。然而他们在佛日战役被击败，并于公元前58年被尤利烏斯·凱撒赶回莱茵河。